# Nguyễn Vĩnh Bảo
Nguyễn Vĩnh Bảo (19 tháng 08 năm 1918 - 07 tháng 01 năm 2021) là nhà nghiên cứu âm nhạc, giáo sư giảng dạy âm nhạc truyền thống, nhạc sĩ trình tấu và nghệ nhân đóng đàn. Ông sinh ra tại làng Mỹ Trà, quận Cao Lãnh, tỉnh Sa Đéc trong một gia đình nho học rất yêu thích đờn ca tài tử. Ông là người cải tiến đàn tranh từ 16 dây thành đàn tranh 17, 19 và 21 dây với kích thước và âm vực rộng hơn.
Ông cũng nổi tiếng với tình bạn đẹp dành cho Giáo sư Trần Văn Khê. Khi vào những lúc cuối đời giáo sư Khê đã mong muốn được nghe lại tiếng đàn của ông một lần nữa.
Nhạc sư Nguyễn Vĩnh Bảo mất ở tuổi 102 tại nhà riêng lúc 18h50 ngày 7 tháng 1 năm 2021, sau thời gian chữa bệnh già vì Ung thư dạ dày.

## Sự nghiệp
Nguyễn Vĩnh Bảo sinh ngày 19 tháng 8 năm 1918 tại làng Mỹ Trà, nay thuộc thành phố Cao Lãnh, tỉnh Đồng Tháp.
Từ lúc 5 tuổi ông đã biết chơi đờn kìm, đờn cò, 10 tuổi biết chơi rất nhiều các loại nhạc cụ dân tộc.
Từ năm 1955 cho đến năm 1964, ông dạy môn đàn tranh và cũng là trưởng ban nhạc cổ miền Nam tại Trường Quốc gia Âm nhạc và Kịch nghệ ở Sài Gòn. Ngoài ra ông cũng đã đi diễn thuyết giới thiệu và trình tấu âm nhạc dân tộc Việt Nam ở nhiều nơi trên thế giới.
Năm 1972 ông cùng giáo sư Trần Văn Khê diễn tấu ghi âm đĩa Nhạc tài tử Nam bộ cho hãng Ocora và UNESCO tại Paris (Pháp) năm 1972.
Từ năm 1970-1972 ông là giáo sư biệt thỉnh về đàn tranh tại Đại học Illinois (Mỹ).
Năm 2003, ông xuất bản sách "Thử tự học đàn tranh" do Trung tâm Văn hóa tỉnh Long An ấn hành.
Năm 2016, tự truyện "Những giai điệu cuộc đời" do Tiến sĩ âm nhạc Nguyễn Thuyết Phong, Tiến sĩ Nguyễn Thị Kim Ửng (tổng biên tập tạp chí Kiến thức ngày nay) và Thạc sĩ Nguyễn Thúy Uyển (giảng viên Nhạc viện Thành phố Hồ Chí Minh) chấp bút được phát hành.

## Vinh danh
Năm 2005, nhạc sư Vĩnh Bảo nhận giải thưởng Đào Tấn của Việt Nam tại TPHCM.
Đến năm 2008, nhạc sư Vĩnh Bảo cũng được Chính phủ Pháp tặng huy chương nghệ thuật và văn học (Ordre des Arts et des Lettres) cấp bậc Officier.
Năm 2014, ông nhận bằng khen của Thủ tướng Việt Nam cho công tác bảo tồn, phát huy nghệ thuật đờn ca tài tử Nam Bộ, góp phần giữ gìn bản sắc văn hóa dân tộc.
Năm 2015, ông nhận Giải thưởng Phan Châu Trinh.
Tháng 5 năm 2018, ông rời Sài Gòn về quê Đồng Tháp sinh sống. Ngày 18 tháng 8 năm 2018, Nhà trưng bày Nhạc sư Nguyễn Vĩnh Bảo – Giai điệu và Cuộc đời được khánh thành tại quê hương Đồng Tháp của ông.